# Big Salmon River, New Brunswick
Big Salmon River är ett vattendrag i Kanada.   Det ligger i countyt Saint John County och provinsen New Brunswick, i den sydöstra delen av landet, 800 km öster om huvudstaden Ottawa.